# Trading with the Enemy Act
Trading with the Enemy Act, Loi sur le commerce avec l'ennemi, soit la loi usc 12 95a, est une loi américaine prohibant le commerce avec l'ennemi datant de 1917.

## Personnes ou entités condamnées d'après la loi

### 1942
- Prescott Bush

Les intérêts financiers liées à William Averell Harriman en octobre et novembre 1942 qui furent saisis par le gouvernement américain incluaient :
- Union Banking Corporation (UBC) (liée à Thyssen et Brown Brothers Harriman) ;
- Holland-American Trading Corporation (liée à Harriman) ;
- the Seamless Steel Equipment Corporation (liée à  Harriman) ;
- Silesian-American Corporation (appartenant partiellement à une entité allemande).

### 2018
- Société générale[1]

## Pays figurant sur la liste d'interdiction

### Jusqu'en 2008
- Corée du Nord[2]

### Actuellement
- Cuba